# Theater des Lachens

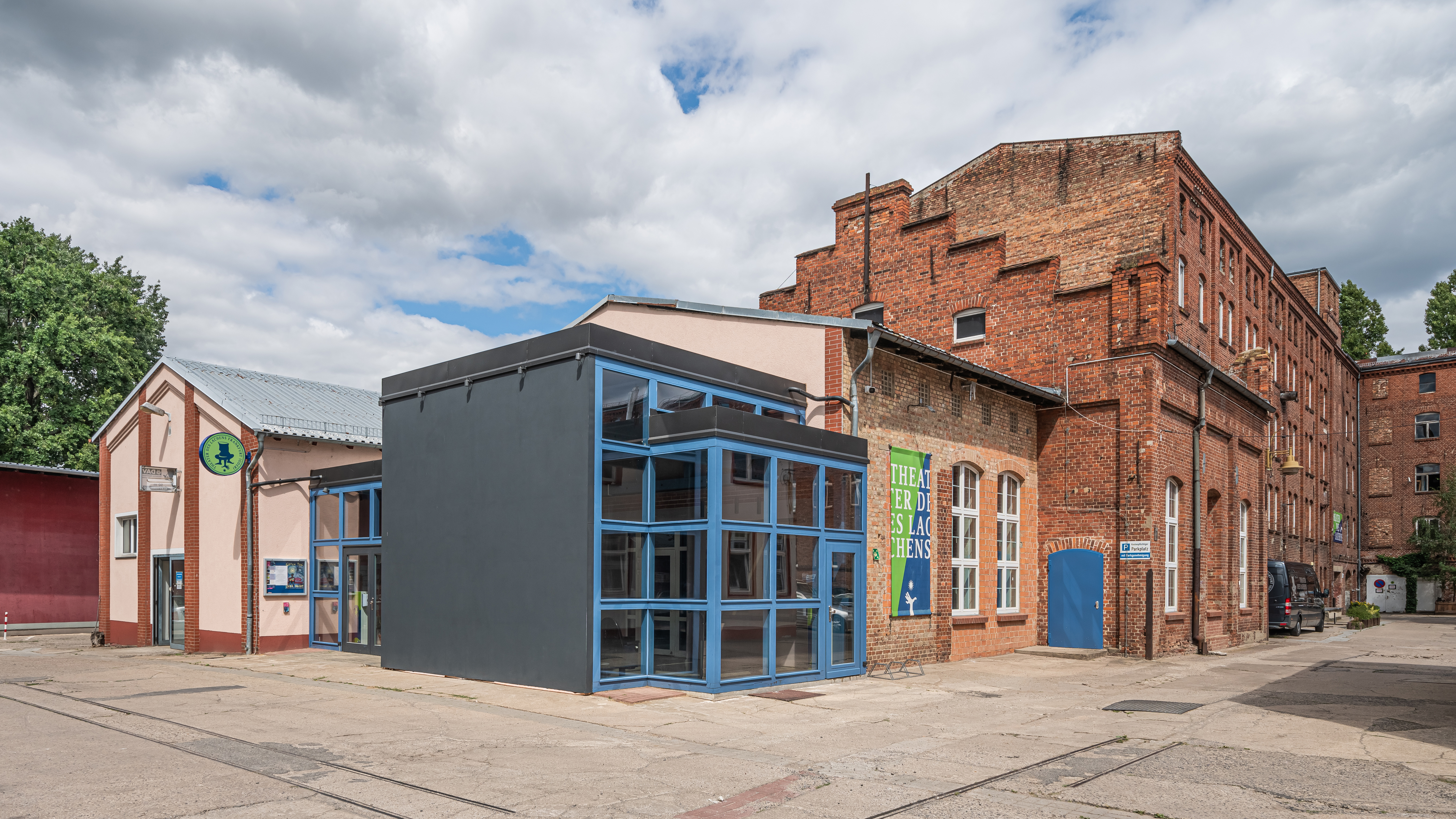
Theater des Lachens, Außenansicht

Das Theater des Lachens ist ein freies Puppentheater mit Sitz in Frankfurt (Oder) an der Ziegelstraße 31. Das Theater beschäftigt sich hauptsächlich mit dem Genre Puppen- und Figurentheater und bietet einen regelmäßigen Spielplan für Erwachsene und Kinder an. Darüber hinaus ist das Theater auf zahlreichen Puppentheaterfestivals im In- und Ausland vertreten. Seit 2006 veranstaltet das Theater des Lachens alle zwei Jahre das Festival für osteuropäisches Figurentheater Osthafen.

## Geschichte
Das heutige Theater ist aus dem damaligen Staatlichen Puppentheater Frankfurt entstanden. Die erste Intendantin des Puppentheaters im ehemaligen EFKA-Kino-Gebäude war Irene Merzdorf (1975). Das Theater war Anfang der 1990er Jahre von der Schließung bedroht, eine Weiterführung schien ohne Unterstützung durch Kommune, Land und eine mietfreie Nutzung der Spielstätte nicht möglich. 1992 übernahm eine Gruppe von Spielern und Mitarbeitern die von der Kommune zur Nutzung überlassene Spielstätte. Sie gründeten das »Kleine Theater, Puppen- und Schauspiel e.V.«. Die damalige künstlerische Leiterin Astrid Griesbach prägte dieses Theater mit ihrer unverwechselbaren Handschrift, Tragik und Komik und machte es mit ihren Inszenierungen, wie „Dantons Tod“ über die Grenzen der Stadt bekannt. Seit dem Jahr 1996 spielt das Theater des Lachens in einem der schönsten Theatersäle Brandenburgs dem alten Maschinensaal der Gerstenberger Höfe in der Ziegelstraße 31.

## Intendanten
- 1975: Irene Merzdorf, 1. Intendantin des Staatlichen Puppentheaters
- 1980: Gerd Hebecker, Intendant
- 1988: Günther Klingner, Intendant
- 1990: Astrid Griesbach, (künstlerische Leitung) und Agnes Morgner (Geschäftsführung)
- 1991: Frau Gromeyer, Leiterin
- 1992: Eckbert Otto, (Intendant), Astrid Griesbach (künstlerische Leitung)
- 1995: Dorit Herden, (Intendantin), Astrid Griesbach (künstlerische Leitung)
- 1998: Ingrid Panse, (Intendantin) Susanne Olbrich, (künstlerische Leitung)
- 2000: Ingrid Panse, (Intendantin), Hermann Naehring und Carmen Winter (künstlerische Leitung)
- 2001: Peggy Braun, (Geschäftsführerin)
- seit 2006: Torsten Gesser, (Theaterleiter/Geschäftsführer)

## Osthafen
Seit 2006 organisiert das Theater des Lachens auf dem Gelände der Gerstenberger Höfe das Festival für osteuropäisches Puppen-, Schauspiel- und Objekttheater Osthafen. Unterstützt durch das Land Brandenburg und die Stadt Frankfurt (Oder) konnten Gruppen u. a. aus Polen, Tschechien, Spanien, Russland, Ukraine und Israel eingeladen werden. 2019 fand das mittlerweile 8. Festival unter dem Motto Circus des Lebens statt.

## Auszeichnungen
- 2013: Hauptpreis beim Puppentheaterfestival Walizka in Łomża für Kleist – Über das Marionettentheater oder Die Überwindung der Schwerkraft
- 2014: Hauptpreis beim Puppentheaterfestival Walizka in Łomża für Don Quijote – Ein Traumspiel nach Telemann[4]
- 2014: Monica-Bleibtreu-Preis (Publikumspreis) für Don Quijote – Ein Traumspiel nach Telemann bei den 3. Privattheatertagen in Hamburg[5]
- 2018: Hauptpreis beim Internationalen Figurentheaterfestival „Spotkania“ in Toruń (Polen) mit „Don Quijote – Ein Traumspiel nach Telemann“.
- 2022: Hauptpreis beim Puppentheaterfestival Walizka in Łomża für „Republik der Träume“